# Liam Kelly (1990)
Liam Kelly (Milton Keynes, 10 februari 1990) is een Schotse voetballer die doorgaans als middenvelder speelt. Hij verruilde Leyton Orient in juli 2017 voor Coventry City. Kelly debuteerde in 2012 in het Schots voetbalelftal.

## Interlandcarrière
Kelly speelde drie wedstrijden voor Schotland –21. Hij debuteerde op 24 maart 2011 in een wedstrijd tegen België –21. Zijn debuut in het Schots voetbalelftal maakte hij op 14 november 2012, toen hij onder leiding van de Schotse interim-bondscoach Billy Stark in de 46ste minuut inviel voor Charlie Mulgrew in een oefeninterland uit tegen Luxemburg (1-2). Andere debutanten in dat duel waren Murray Davidson, Andrew Shinnie en Leigh Griffiths.